# بیگ بوی کاپریس
بیگ بوی کاپریس از شخصیت‌های کمیک استریپ دیک تریسی است که توسط چستر گولد ساخته شده‌است. بیگ بوی کاپریس در واقع یک نسخه کارتونیزه شده آل کاپون است که اولین‌بار در اکتبر ۱۹۳۱ در کمیک دیک تریسی ظاهر شد. این شخصیت در سال ۱۹۹۰ توسط آل پاچینو در فیلم دیک تریسی بازی شد.